# アメリカ合衆国国立公園局
アメリカ合衆国国立公園局（アメリカがっしゅうこくこくりつこうえんきょく、英語: National Park Service, NPS）は、アメリカ合衆国連邦政府の政府機関の一つ。国立公園システムを所管している。

## 概要
国立公園局は内務省の下部組織である。1916年8月25日に制定された国立公園局組織法に基づいて設立された。局長は内務長官によって任命され、局長人事には上院の承認が必要である。職員数は常勤職員約1万5000人、臨時職員約5000人である。これに加えて毎年約14万人の公園ボランティアが職員の活動を補助している。
国立公園局は国立公園のほか各種の保護地域や文化遺産を管理しているが、これらの管理対象地域は「国立公園システム」と総称されている。国立公園システムは391か所（2008年4月現在）のユニットから構成され、その総面積は8400万エーカー（約34万平方キロメートル）に達する。これらの中で国立公園の名称で指定されているユニットは58か所であり、他の名称のユニットとしては以下がある。
- アメリカ合衆国国定記念物
- アメリカ合衆国国立歴史公園 (アメリカ合衆国国立史跡を含む)
- アメリカ合衆国国立保護区
- アメリカ合衆国国定記念建造物
- アメリカ合衆国国立歴史街道
- アメリカ合衆国国立景観街道
- アメリカ合衆国国立遺産地域
- アメリカ合衆国国立レクリエーション地域
- アメリカ合衆国国立景観河川
- アメリカ合衆国国立湖岸
- アメリカ合衆国国立海岸
- アメリカ合衆国国立軍事公園
- アメリカ合衆国国立墓地

複数の物件がひとつのユニットの構成要素となっている場合もある。例えばエリス島と自由の女神像はともに「自由の女神像国定記念物」というひとつのユニットの構成要素となっている。なお、上記の名称で指定されている物件の全てが国立公園局の管理下のユニットとなっているわけではなく、所有者は元のままで「関連地域」 (affiliated area) として指定されている物件もある。こうした物件の所有者に対して国立公園局は技術的・財政的な支援を行っている。
国立公園局の下部組織には合衆国公園警察、自然保護官、歴史的建造物調査所 (HABS) などがある。他に国家歴史登録財、自然ランドマークなどの制度も所管している。

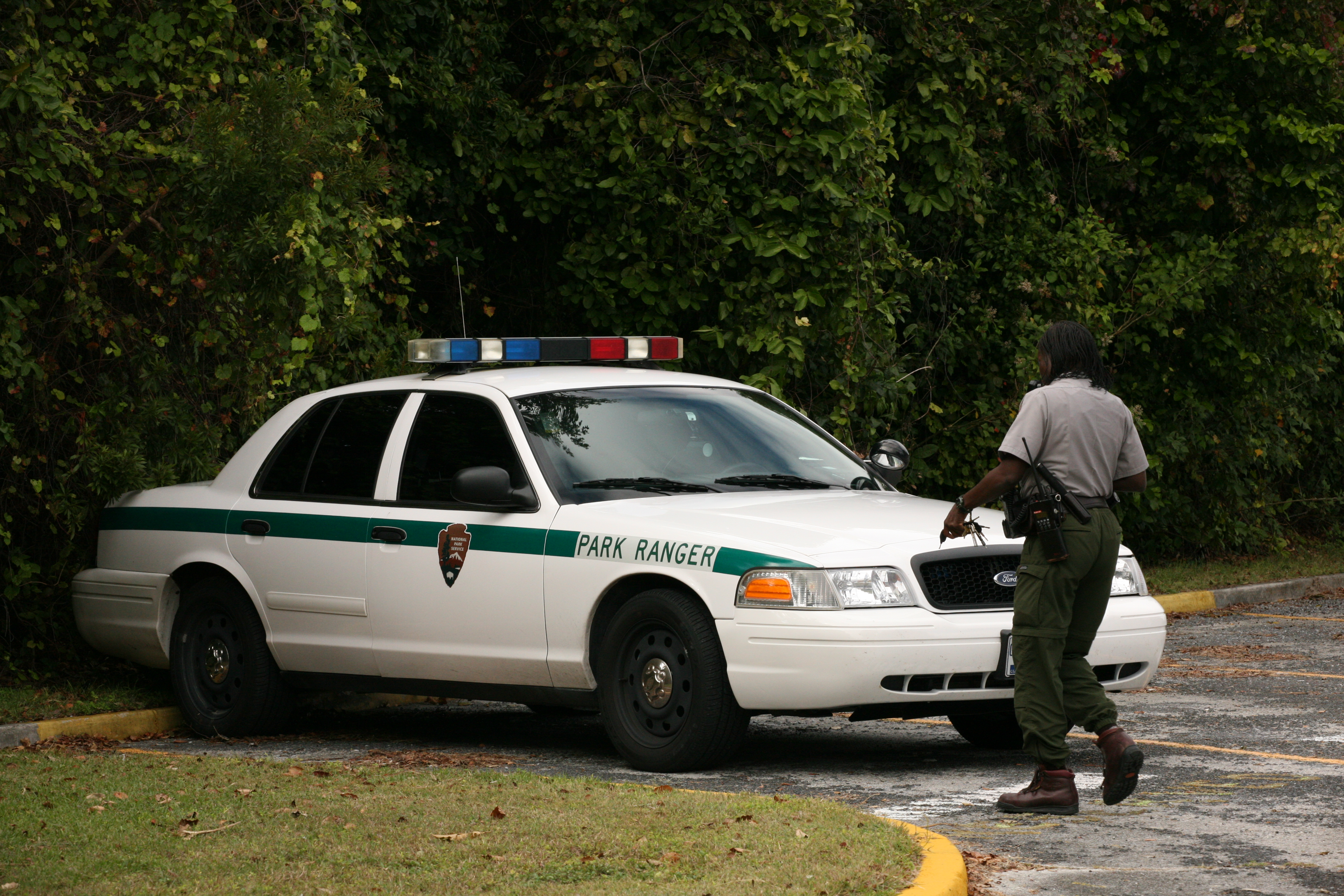
パーク・レンジャーと車両（エバーグレーズ国立公園）